# Гранд (окръг, Колорадо)
Вижте пояснителната страница за други значения на Гранд.
Окръг Гранд (на английски: Grand County) е окръг в щата Колорадо, Съединени американски щати. Площта му е 4843 km², а населението - 15 321 души (2017). Административен център е град Хот Сълфър Спрингс.

## Градове
- Кремлинг